# Scutus unguis
Scutus unguis is een slakkensoort uit de familie Fissurellidae. De wetenschappelijke naam werd gepubliceerd in 1758 door Carl Linnaeus in de tiende editie van Systema naturae.